# Волино-Подільська плита
Воли́но-Поді́льська плита́ — геологічна структура на заході України.

## Волино-Подільська плита
Фундамент її складається з магматичних і метаморфічних гірських порід архейського й ранньопротерозойського віку, розчленованих на окремі блоки. У структурному відношенні плита поділяється на моноклінальний схил Українського щита і палеозойський прогин — Галицько-Волинську синеклізу, в межах якої фундамент залягає на глибині 7000 м. У геоморфологічному відношенні в межах Волино-Подільської плити виділяються Волинська і Подільська височини, Поліська низовина й пасмо горбистих піднять — Розточчя. Потужність чохла Волино-Подільської плити коливається від 2000 до 2500 метрів.

## Корисні копалини
Серед корисних копалин є буре вугілля, базальти, родовища сірки з великими запасами тощо. У товщах неогенових гіпсів сформувалися численні й дуже протяжні печери, які є геологічними пам'ятками природи.